# Grümpen

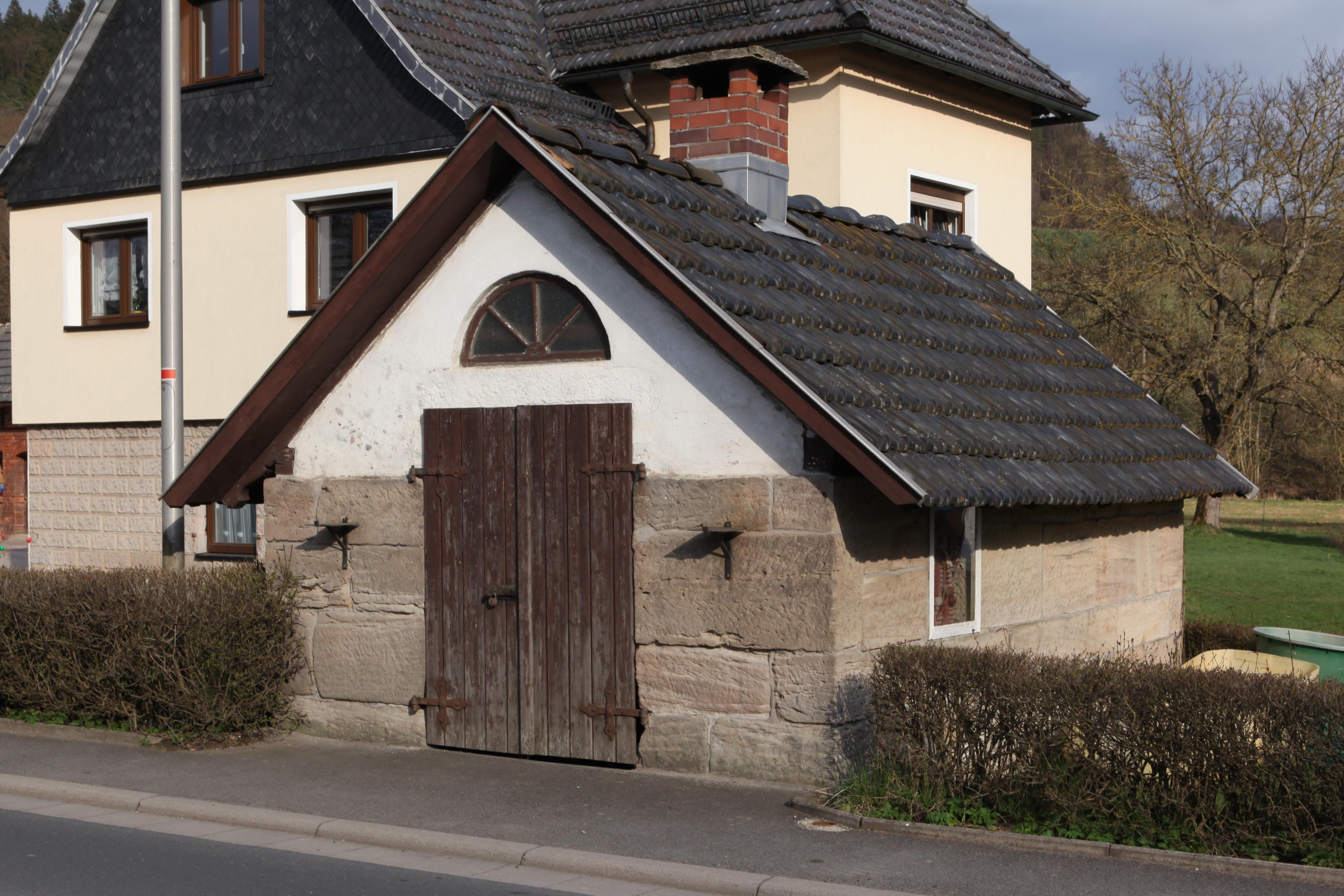
Backhaus, Mitte des 19. Jahrhunderts

Grümpen ist ein Ortsteil der Gemeinde Frankenblick im Landkreis Sonneberg in Thüringen mit ca. 350 Einwohnern.

## Geografie
Der Ortsteil liegt etwa 470 m ü. M. am Südhang des Thüringer Schiefergebirges. Der Name des Ortes ist vom Fluss Grümpen abgeleitet, der in die Itz mündet.

## Geschichte
Im Bereich von Grümpen liegt die Grümpentalbrücke der Eisenbahn-Schnellfahrstrecke Nürnberg – Erfurt.
Zum 1. Januar 2012 wurde Grümpen im Zuge des Zusammenschlusses der Gemeinden Effelder-Rauenstein und Mengersgereuth-Hämmern Teil der Gemeinde Frankenblick.

## Beschreibung
Zum kulturellen Leben tragen der Country Club Grümpen e. V. sowie der Feuerwehrverein bei.
Man findet noch winzige Goldteile in der Grümpen. In Theuern, etwa vier Kilometer entfernt, gibt es ein Goldmuseum mit Ausstellungen zur Geschichte der Goldsuche im Raum Sonneberg. Außerdem werden dort Goldschürftouren entlang der Grümpen angeboten.

## Dialekt
In Grümpen wird Itzgründisch, ein mainfränkischer Dialekt, gesprochen.

## Infrastruktur
Durch Grümpen führt die Bundesstraße 89.